# 杜家麟
杜家麟是香港順勢療法推廣者，香港順勢療法醫學會和澳門順勢療法醫學會的創會會長，英國註冊順勢療法醫生聯盟註冊會員。

## 生平
畢業於英國順勢療法醫學院（U.K. School of Homeopathy）。1994年在香港成立Living卓越順勢療法中心。2005年，相繼推動成立香港順勢療法醫學會和澳門順勢療法醫學會。2017年7月，出席英國查爾斯王子在海格洛夫莊園舉辦的醫學交流活動，是該活動上唯一的香港代表。2024年，擔任傳統與補充醫學國際標準化聯盟（由上海中醫藥大學設立）順勢療法專家委員會主席。

## 外部連結
- 卓越順勢療法有限公司官網 （页面存档备份，存于）